# Вернер Блаудзун
Вернер Блаудзун (дан. Verner Blaudzun, 23 березня 1946) — данський велогонщик.
Бронзовий призер Олімпійських Ігор 1976 року в роздільній командній гонці, учасник 1968, 1980 років.